# James Lee Wyatt III
James Lee Wyatt III (Trey Wyatt; * in Princeton, Kentucky) ist ein US-amerikanischer Perkussionist und Musikpädagoge.

## Leben
Wyatt studierte an der University of Michigan bei Salvatore Rabbio und Michael Udow (Bachelor) und an der Temple University bei Alan D. Abel. Von 1997 bis 2001 war er Erster Perkussionist des Hawaii Symphony Orchestra, seit 2001 ist er Mitglied des San Francisco Symphony Orchestra. Er trat auch u. a. mit dem Atlanta Symphony Orchestra, dem Kansas City Symphony Orchestra, dem Los Angeles Philharmonic Orchestra, und dem National Repertory Orchestra, am Tanglewood Music Center und am National Orchestral Institute, beim Pacific Music Festival und beim Spoleto Festival auf. Als Solist spielte er  Joseph Schwantners Concerto for Percussion 2002 mit dem Honolulu Symphony Orchestra und 2003 mit dem Stanford University Symphony Orchestra.  Als Erster Perkussionist der Honolulu Symphony wirkte er auch an Rosemary Clooneys letztem Album The Last Concert (2002) und an Marco Beltramis Soundtrack zu Guillermo del Toro Film Hellboy mit. Wyatt unterrichtet Perkussion am San Francisco Conservatory of Musik. Zu seinen Schülern zählen Chris McLaurin, Monte Hatch und Marty Thennel.